# Distrito de Oder-Spree
El Distrito de Oder-Spree (en alemán: Landkreis Oder-Spree) es un Landkreis (distrito) ubciado al este del estado federal de Brandeburgo (Alemania. La capital del distrito es la ciudad de Beeskow.

## Geografía
El distrito de Oder-Spree limita al sur con el distrito de Spree-Neiße, al sur y sudeste con el distrito de Dahme-Bosque del Spree, al oeste con Berlín, al norte con el distrito de Märkisch-Oderland así como con la ciudad independiente Fráncfort (Óder), al este tiene frontera con la república de Polonia. Los ríos Óder y Spree, que recorren su territorio, le dan su nombre.

## Composición del distrito
| Ciudades ¹ Libres de Amt 1. Beeskow (8432) 2. Eisenhüttenstadt (34 818) 3. Erkner (11 829) 4. Friedland (3397) 5. Fürstenwalde/Spree (33 336) 6. Müllrose¹ (4437) 7. Storkow (Mark) (9476) Municipios 1. Grünheide (Mark) (7761) 2. Rietz-Neuendorf (4.482) 3. Schöneiche bei Berlin (12.004) 4. Steinhöfel (4.647) 5. Tauche (4.043) 6. Woltersdorf (7.564) | Unión de municipios/ciudades (Amt) 1. Brieskow-Finkenheerd (8421) 1. Brieskow-Finkenheerd (2585) 2. Groß Lindow (1878) 3. Vogelsang (837) 4. Wiesenau (1429) 5. Ziltendorf (1692) 2. Neuzelle (7204) 1. Lawitz (679) 2. Neißemünde (1884) 3. Neuzelle (4641) 3. Odervorland (6095) 1. Berkenbrück (1017) 2. Briesen (2334) 3. Jacobsdorf (1987) 4. Madlitz-Wilmersdorf (757) 4. Scharmützelsee (8699) 1. Bad Saarow (4793) 2. Diensdorf-Radlow (554) 3. Langewahl (831) 4. Reichenwalde (1097) 5. Wendisch Rietz (1424) 5. Schlaubetal (10 368) 1. Grunow-Dammendorf (605) 2. Mixdorf (1 020) 3. Müllrose (Stadt) (4437) 4. Ragow-Merz (534) 5. Schlaubetal (1999) 6. Siehdichum (1773) 6. Spreenhagen (8152) 1. Gosen-Neu Zittau (2731) 2. Rauen (1886) 3. Spreenhagen (3535) |